# Craterul Popigai

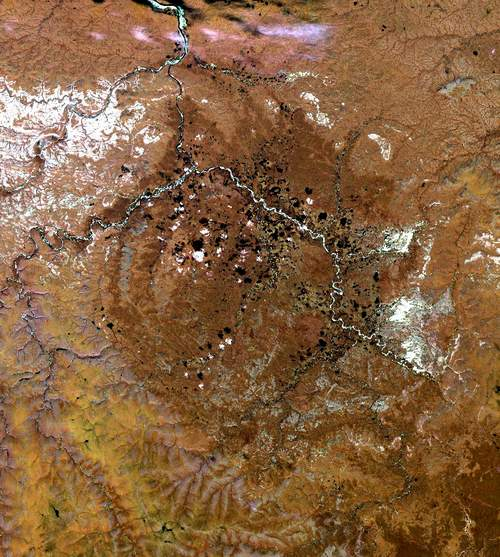
Craterul Popigai

Popigai este un crater de impact meteoritic care este situat în Siberia, Rusia. Alături de Craterul Manicouagan, el este al patrulea cel mai mare crater de impact verificat de pe Pământ.

## Date generale
Un impact cu un bolid mare a creat un crater cu diametrul de 100 de kilometri. Acest eveniment a avut loc în urmă cu 35,7 ± 0,2 (2σ) milioane de ani în urmă, la sfârșitul perioadei Eocen (etapa Priabonian). Craterul este situat la 1 ½ ore (cu elicopterul) de avanpostul Khatanga. Acesta este desemnat de către UNESCO ca fiind un geoparc, un sit al patrimoniului geologic special.
De zeci de ani craterul Popigai a fascinat paleontologii și geologii, dar întreaga zonă a fost complet interzisă lor din cauza diamantelor și minelor construite de prizonierii din Gulagul de sub Stalin, cu toate acestea, o expediție de cercetare majoră a fost realizată în 1997 (IPEX 1997), care a avansat foarte mult în înțelegerea enigmaticei structuri. Bolidul, în acest caz, a fost identificat, fie ca un asteroid (chondrite) cu diametrul de 8 km, sau un asteroid de piatră cu diametrul de 5 km. 
Presiunile, create de șoc la impact, au transformat instantaneu grafitul din pământ în diamante pe o rază de13,6 km de punctul de impact. Diamantele au de obicei 0,5–2 mm în diametru; câteva exemplare excepționale au 10 mm. Diamantele nu numai că au moștenit forma tabulară a boabelor de grafit originale, dar ele mai păstrează în plus, striuri originale delicate  de cristal.
Popigai este cel mai bun exemplu de formare a unui crater de acest tip. Celelalte trei cratere mai mari fie sunt îngropate (Craterul Chicxulub), fie sunt puternic deformate (Bazinul Sudbury), sau sunt deformate și grav erodate (Craterul Vredefort).
Există o mică posibilitate ca Popigai să se fi format simultan cu  Craterul Chesapeake Bay  și Craterul Toms Canyon acum aproximativ 35 de milioane de ani.